# Liste der Kulturdenkmäler in Wahlbach (Hunsrück)
In der Liste der Kulturdenkmäler in Wahlbach sind alle Kulturdenkmäler der rheinland-pfälzischen Ortsgemeinde Wahlbach aufgeführt. Grundlage ist die Denkmalliste des Landes Rheinland-Pfalz (Stand: 27. Oktober 2023).

## Einzeldenkmäler
| Bezeichnung  | Lage                    | Baujahr                            | Beschreibung                                                                                  | Bild |
| ------------ | ----------------------- | ---------------------------------- | --------------------------------------------------------------------------------------------- | ---- |
| Brunnen      | Dorfstraße Lage         | zweite Hälfte des 19. Jahrhunderts | Schwengelpumpe und Becken, Gusseisen, Rheinböllener Hütte, zweite Hälfte des 19. Jahrhunderts | BW   |
| Fuchsenmühle | westlich des Ortes Lage | 18. Jahrhundert                    | Fachwerkhaus, Krüppelwalmdach, wohl aus dem 18. Jahrhundert                                   | BW   |